# Slosarczykovia circumantarctica
Slosarczykovia circumantarctica is een inktvissensoort uit de familie van de Brachioteuthidae. De wetenschappelijke naam van de soort werd voor het eerst geldig gepubliceerd in 2001 door Lipinski.